# Сапатедаяха
Сапатедаяха (устар. Сапатеда-Яха) — река в России, протекает по Ямало-Ненецкому АО. Устье реки находится в 102 км по правому берегу реки Нгарка-Пыряяха. Длина реки составляет 12 км.
В 1 км от устья по левому берегу реки впадает река Ямбъюяха.

## Данные водного реестра
По данным государственного водного реестра России относится к Нижнеобскому бассейновому округу, водохозяйственный участок реки — Надым. Речной бассейн реки — Надым.
Код объекта в государственном водном реестре — 15030000112115300051993.